# Tubutama (kommun)
Tubutama är en kommun i Mexiko.   Den ligger i delstaten Sonora, i den nordvästra delen av landet, 1 800 km nordväst om huvudstaden Mexico City. Antalet invånare är 1 735. Arean är 1 351 kvadratkilometer.
Terrängen i Tubutama är kuperad.
Följande samhällen finns i Tubutama:
- Tubutama
- Santa Isabel